# Мальцев Володимир Олександрович
Володи́мир Олекса́ндрович Ма́льцев (нар. 20 квітня 1974, м. Макіївка, Донецька область) — народний депутат Верховної Ради України VII скликання, член фракції Партії регіонів (з листопада 2007), член Комітету з питань правосуддя (з грудня 2007).

## Життєпис

### Освіта
- 2006 — закінчив Донецьку державну академію управління за спеціальністю «менеджмент зовнішньоекономічної діяльності»
- 2008 — отримав кваліфікацію магістра менеджменту зовнішньоекономічної діяльності
- 2009 — закінчив Одеську національну юридичну академію за спеціальністю «правознавство», здобув кваліфікацію магістра

### Кар'єра
- 1992 — учень гірника очисного вибою шахтоуправління «Жовтневе», «Макіїввугілля».
- 1993 — гірник очисного забою, шахтоуправління «ім. Орджонікідзе».
- 1993—1999 — працював у таких підприємствах: АТ НПФ «НЕК», ПФ «Кодон», АТ «ТД Олександра», ЗАТ «Автосервіс».
- 1999 — слюсар з ремонту автомобілів, ВАТ «Коксохімобладнання».
- 2004—2005 — працював у ТОВ «Емброл Україна ЛТД» та ЗАТ «Люкс».
- грудень 2005—травень 2006 — помічник генерального директора ЗАТ «Люкс».

## Політична кар'єра
- Народний депутат України 6-го скликання з 11.2007 від Партії регіонів, № 66 в списку. На час виборів: народний депутат України, член ПР.
- Народний депутат України 5-го скликання 04.2006-11.07 від Партії регіонів, № 66 в списку. На час виборів: помічник генеральний директора ЗАТ «Люкс», б/п. член Комітету з питань соціальної політики та праці (з 07.2006), член фракції Партії регіонів (з 05.2006)[4].

До обрання депутатом деякий час працював особистим водієм Ріната Ахметова.

## Сім'я
- Дружина Ельвіра Володимирівна (нар. 1977) — домогосподарка;
- син Рінат (нар. 1998);
- донька.

## Оцінка роботи
- За весь час роботи Верховної Ради VI скликання був присутній лише на 11 засіданнях з 530[7].
- Власник наручного годинника «Bovet Fleurier Classical 42mm» вартістю 20 тис. $, що дорівнює річній зарплатні депутата Верховної Ради[8].